# Viljo Kajava
Viljo Lennart Kajava, född den 22 september 1909 i Tammerfors, död den 2 februari 1998 i Helsingfors, var en finländsk författare och lyriker.

## Biografi
Kajava var son till en skräddare och tog studentexamen 1931. Han fortsatte därefter sin utbildning vid historisk-filosofiska institutionen vid Helsingfors universitet. Genom åren gjorde han ett stort antal studieresor till ett antal europeiska länder.
Samtidigt med sitt författarskap arbetade Kajava som redaktör och litteraturkritiker i ett antal tidningar och tidskrifter från mitten av 1930-talet och framåt.
Kajava räknas med sina formexperiment till de ledande i den finska efterkrigspoesin. Han gav under ett halvsekel ut ett 40-tal diktsamlingar med debut 1935. Medan hans tidiga arbete uppehöll sig kring barndomens Tammerfors och de proletära förhållandena där, blev han efter andra världskriget känd som en företrädare för en humanistisk syn och optimistiskt färgade dikter om livet, arbetet, familjen och staden.
”Debuterade 1935 som lyriker i den vänsterintellektuella Kiila-gruppen och förenade sina sociala protestdikter med ett lyriskt, måleriskt och visuellt uttryck som senare utvecklades och blev nära nog virtuost; samtidigt fjärmade han sig från den politiska diktningen. Översatte svensk lyrik och bodde i Sverige 1945-48, där han på svenska publicerade två diktsamlingar ... Sedan han återvänt till Finland, påverkade han den unga diktargenerationen främst genom sitt känsliga bildspråk men också genom sin varma livstro.”
Han är begravd på Sandudds begravningsplats i Helsingfors.

## Priser och utmärkelser
- Eino Leino-priset 1956
- Pro Finlandia-medaljen 1958[7]
- Aleksis Kivipriset 1959
- Tammerfors stads litteraturpris 1955, 1966, 1975, 1980 och 1987
- Nationellt litteraturpris 1955, 1967 och 1973
- Finska författares pris 1977 och 1989

## På svenska
- [Dikter] (översättning Joel Rundt). I antolgin Ung finsk lyrik (Fahlcrantz, 1938)
- Till havets fåglar (Wahlström & Widstrand, 1948)
- Någonstans (Wahlström & Widstrand, 1949)
- [Dikter] (översättning Joel Rundt). I antologin Fågeln flyger långt: finsk dikt i svensk tolkning (Söderström, 1952)
- [Dikter]. I antologin Ny finsk lyrik (1960)